# Münchhof (Hochspeyer)

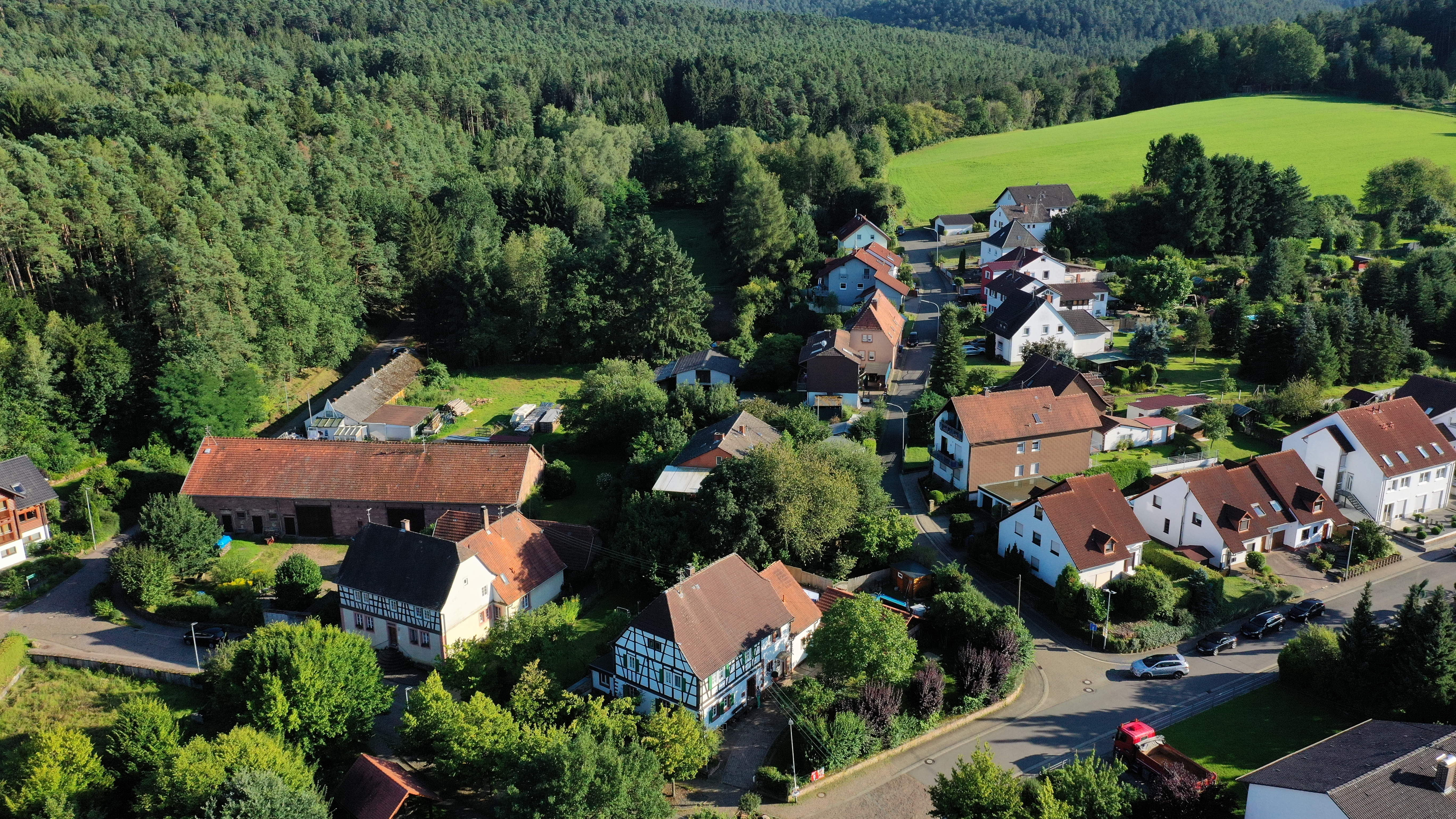
Münchhof Gebäude

Der Münchhof war ein Gutshof in Hochspeyer im Landkreis Kaiserslautern in Rheinland-Pfalz, Deutschland. Er ist der älteste Teil des Dorfes.

## Geschichte

### Mittelalter
Die Gründung des Hofes (Hube) erfolgte vermutlich bereits im 8. oder 9. Jahrhundert durch einen fränkischen Bauern namens Leiderat. Die Pfalz gehörte zu dieser Zeit zum Frankenreich.
In einer Urkunde aus dem 13. Jahrhundert hieß der Münchhof Leideradehoba (Hube des Leiderat), nach anderer Ansicht ist Leideradehoba heute eine Wüstung bei Hochspeyer.
Ca. 1217 kam der Münchhof, der zu dieser Zeit Hof Sendelborn hieß (Brunnen des Sendel) in den Besitz des Zisterzienser Klosters Otterberg. Ab dieser Zeit spricht man vom Otterberger Hof. Die Mönche markierten ihren neuen Besitz mit 23 Grenzsteinen ab. In jeden der Sandsteine war auf einer Seite ein Abtstab eingemeißelt.
In einer Urkunde vom 28. November 1195 bestätigte Kaiser Heinrich Vl. den Mönchen ihren Besitzanspruch am Hof Sendelborn – dieser war ihnen nämlich von Syfridus de Hospira (Siegfried von Hochspeyer) sehr wahrscheinlich geschenkt worden.
Im Jahre 1217 kam es zu einer Auseinandersetzung zwischen den Herren von Diemerstein und dem Kloster Otterberg um zu leistende Abgaben des Hofes.
Im 13. Jahrhundert umfasste der Münchhof die Äcker der Flur, die Bächelwiesen, und reichte bis auf die Höhe des späteren Pfarrackers. Der Hof wurde im Jahr 1304 vom Grafen Friedrich von Leiningen von Zehntabgaben freigestellt, die Erträge gehörten somit bis zu dessen Schließung im Jahr 1564 uneingeschränkt dem Kloster Otterberg.

### Neuzeit
Im Dreißigjährigen Krieg (vermutlich in 1635, im Zuge der Zerstörung von Kaiserslautern durch die Kaiserlichen Truppen) werden Hochspeyer und der Münchhof ebenfalls zerstört und bleiben lange unbewohnt.
Der Münchhof geht 1669 im Zuge einer Erbteilung an Herzog Ludwig Heinrich Moritz von Simmern. Im gleichen Jahr gibt dieser das Hofgut in Erbpacht an den Fischbacher Hans-Georg Münch und an Rudolf Würtz, einen aus der Schweiz vertriebenen Täufer, ab.
Während der Herrschaft der Franzosen (1792–1814) verliert der Münchhof seine Eigenständigkeit und wird Bestandteil der Ortsgemeinde Hochspeyer. Die beiden Erbbestandsfamilien Münch (ab 1696 Becker) und Würtz teilen ihren Besitz nochmals, so dass Anfang des 18. Jahrhunderts vier Familien auf dem Münchhof leben und jeweils 1/4 des Erbestandes besitzen. Neben den beiden Stammhäusern entstehen 1736 der Becker’sche Münchhof (erbaut von Heinrich Becker) sowie 1740 das bekanntere Stammhaus der Familie Münch (erbaut von Johannes Würtz) durch die Familie Würtz. Beide Fachwerkhäuser stehen nebeneinander. 1805 kauften die vier Erbbeständer Heinrich Becker, Johann David Becker, Johannes Würtz und Jakob Würtz den Münchhof dem Französischen Nationalstaat ab. Der Hof wurde bis zu Beginn des 21. Jahrhunderts von der mennonitischen Familie Würtz bewirtschaftet und bewohnt. Daran erinnert eine im Juli 2018 angebrachte Hinweistafel mit der Überschrift Täuferspuren.
Im Jahr 1975 wurde das ältere Gebäude des Münchhofs aus dem Jahr 1672 wegen Baufälligkeit abgerissen. Das Stammhaus der Familie Münch existiert dagegen noch.

## Belege
1. ↑  Ohne Einzelbeleg.
2. ↑  Keddigkeit, Werling, Schulz, Lagemann: Otterberg, S. 538.
3. ↑  Keddigkeit, Werling, Schulz, Lagemann: Otterberg, S. 540.
4. ↑  Alexander Mock: Heimatjahrbuch des Landkreises Kaiserslautern 2021 – Hans-Georg Mönchens Erben, S. 122 (s. u. Literatur).
5. ↑  Täuferspuren.de: Münchhof; eingesehen am 4. August 2018.